# 卡普伦
卡普伦是奥地利萨尔茨堡州滨湖采尔县的一个市镇。总面积100.41平方公里，总人口2947人，人口密度29.3人/平方公里（2005年）。